# فريدرش السادس (مرغريف بادن-دورلاخ)
فريدرش السادس مرغريف بادن دورلاخ (16 نوفمبر 1617 - 10 أو 31 يناير 1677 )؛ كان مرغريف بادن دورلاخ منذ عام 1659 حتى وفاته.

## السيرة الذاتية
ولد في قلعة كارلسبورغ في دورلاخ (الآن جزء من كارلسروه)؛ وهو ابن فريدرش الخامس مارغريف بادن-دورلاخ وباربرا فون فورتمبيرغ، درس في ستراسبورغ وباريس بحيث كان مهتماً بشكل خاص بعلم الحرب، شارك لاحقًا في الدفاع عن الأراضي الألمانية ضد الغزو العثماني عام 1663، وشارك فريدرش لاحقًا أيضًا في الحرب الفرنسية الهولندية.
بعد نهاية حرب الثلاثين عامًا في عام 1648، لم يأخذ وقتًا للراحة، ففي وقت مبكر من عام 1663، توغل الأتراك في عمق المجر، بدأ الجيش الإمبراطوري لإمبراطور ليوبولد الأول في تنظيم دفاع مشترك ضد الأتراك وطالب من بادن-دورلاخ بتوفير القوات أيضًا، شارك فريدرش السادس في هذه الحرب برتبة لواء.
منح الإمبراطور حتى قبل بدء الحرب لفريدرش وابن عمه مارغريف فيلهلم من بادن-بادن، الحق في استخدام أسلوب السمو الأميري، كان هذا اللقب وراثيًا حتى عام 1803، عندما تم رفع حفيده الأكبر مارغريف كارل فريدرش مرغريفية بادن المعاد توحيدها منذ عام 1771 إلى رتبة الناخب بعد أن قام بتوسيع أراضيه بشكل كبير خلال الوساطة الألمانية.
في المعارك ضد الأتراك ميز ابن عمه لودفيغ فيلهلم نفسه وحصل على لقب Türkenlouis ("لويس التركي")؛ بعد هزيمة الأتراك، شارك فريدرش إلى الجانب الهولندي خلال الحرب الفرنسية الهولندية، وفي عام 1676 بدأ حصار على قلعة فيليبسبورغ، بعد أن استولى على المدينة في 17 سبتمبر من ذلك العام، تم إضافتها إلى أراضي بادن دورلاخ.
توفي في 10 أو 31  يناير 1677 في قلعة كارلسبورغ بـ دورلاخ.

## الذرية
تزوج أولاً في 30 نوفمبر 1642 من كريستينا ماغدالينه من بالاتينات-تسفايبروكن-كليبورغ (15 مايو 1616 - 4 أغسطس 1662)؛ هي ابنة الكونت بالاتينات يوهان كازيمير من كليبورغ، وكان لديهم:-
- فريدرش كازيمير (من مواليد 27 نوفمبر 1643- مارس 1644).
- كريستين (من مواليد 22 أبريل 1645؛ - 21 ديسمبر 1705)؛ تزوجت من المرغريف ألبرشت الثاني من براندنبورغ-آنسباخ، ثم من فريدرش الأول دوق ساكس-غوتا-آلتنبورغ، ليس لديه أبناء من كلا زوجيها.
- إليونور كاثرين (4 مايو - 9 يوليو 1646)
- فريدرش السابع ماغنوس (23 سبتمبر 1647- في 25 يونيو 1709)؛ تزوج من أوغوستا ماري من هولشتاين-غوتورب، لهم ذرية فهما جدا أدولف فريديريك ملك السويد وإيكاترينا الثانية إمبراطورة روسيا من الجيل الثاني.
- كارل غوستاف (27 سبتمبر 1648- 24 أكتوبر 1703).
- كاثرين باربرا (4 يوليو 1650 - 14 يناير 1733).
- يوهانا إليزابيث (6 نوفمبر 1651 - 28 سبتمبر 1680)؛ تزوجت من المرغريف يوهان فريدرش من براندنبورغ-أنسباخ هو والد كارولين من براندنبورغ-أنسباخ ملكة بريطانيا العظمى، لهم ذرية.
- فريدرش إليونور (6 مارس - 13 أبريل 1658).

ثم تزوج زواجاً مرغنطياً من يوهانا باير من سيندو (1636-1699)؛ نسلها هم بارونات مونتسهايم.
- فريدرش (توفي عام 1678)؛ بارون مونزشيم
- يوهان بيرنهارد (17 مايو 1669 - 1734)، بارون مونتسهايم، تزوج مرتين.